# William Reed (Komponist)

Will Reed (1972)

William Leonard Reed (genannt: Will Reed) (* 16. Oktober 1910 in Dulwich/London; † 15. April 2002 in Blackheath/London) war ein britischer Komponist und Musiker (Pianist).

## Leben
William Reed besuchte als Schüler von 1922 bis 1929 das Dulwich College. Schon dort spielte er bei Konzerten Klavier. Im Jahr 1929 begann er seine Studien in Altphilologie am Jesus College, Oxford, die er 1933 als Bachelor of Arts abschloss. Im Jahr 1934 kam das Diplom in Padagogik hinzu.
Obwohl er kein Musikstudent in Oxford war, reichte er eine Komposition für den John Lowell Osgood Prize (Kammermusik) ein und gewann den Wettbewerb. Hierdurch wurde Sir Hugh Allen, Musikprofessor in Oxford, auf ihn aufmerksam und regte an, er solle sich für ein Stipendium am Royal College of Music (R.C.M.) in London bewerben, was er auch tat und als Schüler von Herbert Howells angenommen wurde.
Während der Jahre an der Universität entstanden viele seiner Kompositionen, von denen nicht wenige es in das Programm der BBC brachten. Mit einem Reisestipendium des R.C.M. ausgestattet beschloss er im Jahr 1936, nach Skandinavien zu gehen. In Finnland traf er Jean Sibelius. Unterricht im Dirigieren erhielt er von Constant Lambert.
Von freiberuflicher Tätigkeit für das British Council in Skandinavien kehrte er 1937 nach London zurück und arbeitete hauptberuflich für die Oxford Group. Im Jahr 1939 wurde er als Doktor der Musik von der Universität Oxford promoviert. Während des Zweiten Weltkriegs diente Reed bei der Feuerwehr in London (London Fire Brigade). Er fing auch an, Stücke für die Organisation Moral Re-Armament (MRA) zu komponieren. Der Kontakt zu MRA ging schon auf seine Schulzeit in Dulwich zurück; der Gründer von MRA, Frank Buchman, blieb zeitlebens ein Vorbild für Reed. Er reiste nach dem Krieg auf dessen Einladung in die USA und arbeitete dort an der Produktion des musikalischen Schauspiels The Vanishing Island mit.
Im Jahr 1961 wurde Reed Musikdirektor des Westminster Theatre (das inzwischen dem MRA gehörte) und arrangierte dort viele Konzerte, die von Künstlern wie Joseph Cooper, Nelson Freire und Robert Layton gegeben wurden. 1968 arrangierte er auch eine Konzertreihe im Purcell Room, South Bank, wo der kanadische Pianist Raymond Dudley Haydns Klaviersonaten komplett zu Gehör brachte. Reed wurde nach dieser Tätigkeit in der Erwachsenenbildung der Workers Educational Association aktiv und setzte diese bis zum endgültigen Eintritt in den Ruhestand (1997, im Alter von 87 Jahren) fort. In den 1970er Jahren begeisterte er unzählige, vorwiegend ausländische Schüler der King’s School of English in Beckenham mit abendlichen Vorträgen zu Themen der Musik, die er mit Kostproben seines Klavierspiels garnierte. Reed hatte schon 1965 eine Solo-Welttournee unternommen, auf der er Vorträge über britische Musik hielt. Er reiste mit dem Schiff über Südafrika weiter nach Australien und Neuseeland.
1983 zog Reed in das Seniorenheim Morden College, arrangierte dort Konzerte bekannter Künstler und veranstaltete selbst immer wieder Vortragsabende, die erst 1997 endeten. Zu seinem 90. Geburtstag übertrug BBC Radio 3 ein Konzert mit seinen Werken aus der Blackheath Concert Hall.

## Rezeption
Penelope Thwaites würdigt Reeds Werk in dem Nachruf, der im GUARDIAN veröffentlicht wurde. Sie meint, sein musikalischer Stil sei durch und durch englisch, in gewisser Weise an John Ireland und Herbert Howells erinnernd. Spitze Dissonanzen, die die üppige Romantik ausglichen, seien von besonderem Reiz. Als seine wohl beste Arbeit auf dem Gebiet der Lieder und Chorwerke sieht Thwaites sein Gesangsstück für die Satire „The Vanishing Island (1955)“ mit dem Gilbert-und-Sullivan-Star Ivan Menzies. Reeds Musik und Orchestrationen zeigten Raffinesse und Lyrik, die das Werk von anderen abheben. Thwaites hält in ihrem Nachruf auf Reed auch fest, ihre Ohren seien durch ihn für die Freuden von Percy Grainger geöffnet worden, dessen abenteuerliche musikalische Neugierde seiner [Reeds] eigenen nicht unähnlich gewesen sei.
Reeds Manuskripte und andere Dokumente wurden der Bibliothek des Royal College of Music übergeben, wo sie öffentlich zugänglich sind.

## Werk

### Musikstücke
| Opus | Titel                                                                        | Jahr     | Bemerkungen                                                                |
| ---- | ---------------------------------------------------------------------------- | -------- | -------------------------------------------------------------------------- |
| 1    | Rezitativ und Tanz für Orchester                                             | 1934     |                                                                            |
| 2    | Phantasie in G-Moll für Klavierquartett                                      | 1934-5   |                                                                            |
| 3    | Jig für Orchester                                                            | 1935     | Tanzstück im 6/8-Takt                                                      |
| 4    | Siciliano für Orchester                                                      | 1935     |                                                                            |
| 5    | Pantomime für Orchester                                                      | 1935     |                                                                            |
| 6    | Sarabande für Orchester                                                      | 1935     |                                                                            |
| 7    | Idyll für Kammerorchester                                                    | 1935     |                                                                            |
| 8    | Walzerphantasie für Orchester                                                | 1935     |                                                                            |
| 9    | Konzertante Rhapsodie für Violine und Orchester                              | 1935     | 1942 überarbeitet                                                          |
| 10   | Drei „Surrey“ Impressionen für zwei Klaviere                                 | 1935     |                                                                            |
| 11   | Konzertantes Stück für zwei A-Klarinetten und Klavier                        | 1936     |                                                                            |
| 12   | Phantasie in A-Moll für Streichquartett                                      | 1936     |                                                                            |
| 13   | Sechs Facetten für Orchester                                                 | 1936     | ursprünglich für Klavier gesetzt                                           |
| 14   | Suite für Orgel                                                              | 1936     |                                                                            |
| 14a  | Eine Reflektion für Kammerorchester                                          | 1936     |                                                                            |
| 15   | Pavane Caprice und Kinderportrait für Klavier                                | 1937     |                                                                            |
| 15a  | Pavane Caprice und Kinderportrait arrangiert für Orchester                   | 1937     |                                                                            |
| 16   | Scherzo für Orchester                                                        | 1937     | Weltpremiere 15. Juli 1942, Royal Albert Hall, Proms Festival, BBC Radio 3 |
| 17   | Zwei kurze Stücke für Orchester                                              | 1937     |                                                                            |
| 18   | Hornpipe für Orchester                                                       | 1935     | 1939 überarbeitet                                                          |
| 19   | Drei Lieder für England                                                      | 1939–40  |                                                                            |
| 20   | Fünf geistliche Lieder für Bariton und Klavier                               | 1939–40  |                                                                            |
| 21   | Vier Lieder – „Building the Future“                                          | 1940–42  |                                                                            |
| 22   | Sechs Stücke für Klavier                                                     | 1938–42  |                                                                            |
| 23   | Variationen eines Themas für zwei Klaviere                                   | 1942     |                                                                            |
| 24   | Suite für Klarinette und Streicher                                           | 1942     |                                                                            |
| 25   | Toccata für zwei Klavier                                                     | 1942     |                                                                            |
| 26   | Triumphmarsch für Orgel                                                      | 1936     | 1942/3 überarbeitet                                                        |
| 27   | Trio in A-Moll für Violine, Violoncello und Klavier                          | 1941–44  |                                                                            |
| 28   | Tarantelle Fantastique für Klavier und Streichquartett                       | 1943     |                                                                            |
| 29   | Doctor Johnson’s Suite für Streichquartett                                   | 1944     |                                                                            |
| 30   | Ländliches Stück und Scherzo für Streichorchester                            | 1944–47  |                                                                            |
| 31   | Walzer für Klavier und Streichquartett                                       | 1944     |                                                                            |
| 32   | Elegie für Klavier und Streichquartett                                       | 1935/44  |                                                                            |
| 33   | „Clive’s House“ für Klavier                                                  | 1944     |                                                                            |
| 34   | Festlicher Marsch für Klavier                                                | 1945     |                                                                            |
| 34a  | Festlicher Marsch arrangiert für Orchester                                   | 1978     |                                                                            |
| 35   | Suite No. 1 für Violine und Klavier                                          | 1945     |                                                                            |
| 36   | Peter’s Prelude und Anne’s Gavotte für Klavier                               | 1945     |                                                                            |
| 37   | Weihnachtsstück für Rezitator, Chor und Klavier                              | 1945     |                                                                            |
| 37a  | Weihnachtsstück für Rezitator, Chor und Klavier mit Orchesterbegleitung      | 1981     |                                                                            |
| 38   | Zwei Stücke für Orgel                                                        | 1946     |                                                                            |
| 39   | Konzertsuite für Klavier                                                     | 1946–47  |                                                                            |
| 40   | Drei Miniaturen für Klavier                                                  | 1943, 46 |                                                                            |
| 41   | Suite („The Top Flat“) für Violine und Klavier                               | 1947     |                                                                            |
| 42   | Suite No. 2 („On the Road“) für Violine und Klavier                          | 1947–48  |                                                                            |
| 43   | Suite No. 3 („Mountain House“) für Violine und Klavier                       | 1949–50  |                                                                            |
| 43a  | Suite No. 3 („Mountain House“) für Violine und Klavier, Orchesterarrangement | 1949     |                                                                            |
| 44   | Konzertante Ouverture für Orchester                                          | 1943/50  |                                                                            |
| 45   | Rhapsodie über Christmas Carols für Violine und Klavier                      | 1951     | 1978 überarbeitet                                                          |
| 46   | Ostern – Sequenz für Mezzosopran, Chor und Klavier                           | 1959     |                                                                            |
| 47   | Vier Kinderportraits für Klavier                                             | 1943–49  |                                                                            |
| 48   | Personal Pieces für Klavier (Set 1)                                          | 1970–91  |                                                                            |
| 49   | Konzertwalzer für Klavier                                                    | 1977     |                                                                            |
| 50   | Vier Airs für Bassetthorn und Klavier                                        | 1979     |                                                                            |
| 51   | Arrangements für Männerstimmenquartett                                       | 1990–91  |                                                                            |
| 52   | Walzer für Barbara                                                           | 1994     |                                                                            |
| 53   | Personal Pieces für Klavier (Set 2)                                          |          |                                                                            |

Ferner schrieb Reed von 1918 bis 1983 eine große Zahl von Stücken, die nicht in seinem Werkverzeichnis aufgeführt sind.

### Veröffentlichungen
Systematisierte und teilweise kommentierte Zusammenstellungen von Partituren:
- National anthems of the world, London 1997, Cassell; co-Autorenschaft mit Michael Jamieson Bristow; ISBN 978-0304349258

„Das unentbehrliche Quellenbuch hat sich im Laufe der Jahre als unschätzbar erwiesen, nicht nur für die zunehmende Anzahl von Anlässen, bei denen eine bestimmte Nationalhymne gespielt wird, sondern auch als ständiges Nachschlagewerk.“

- Second Treasury of Christmas Music, Littlehampton Book Services, 1967; ISBN 978-0713704648
- Die verschwindende Insel, musikalisches Schauspiel in 3 Akten (Textbuch); Autor mit Peter Howard, Cecil Broadhurst, George Fraser; Bern 1956[7]

Ferner: The Golden Book of Carols (1948), The Treasury of Christmas Music (1950) und zwei mehrbändige Werke The Treasury of English Church Music (1965, wovon er mit seinem co-Herausgeber Gerald H. Knight die beiden letzten Bände, 1760–1965, verantwortete) und The Treasury of Vocal Music (mit Eric Smith, 1969).